# Chrystyna Stuj
Chrystyna Petriwna Stuj (ukrainisch Христина Петрівна Стуй, engl. Transkription Khrystyna Stuy; * 3. Februar 1988 in Uhryniw, Ukrainische SSR) ist eine ukrainische Sprinterin.

## Sportliche Laufbahn
Bei den Leichtathletik-Weltmeisterschaften 2009 in Berlin schied sie in der 4-mal-100-Meter-Staffel mit dem ukrainischen Team im Vorlauf aus. 
2011 wurde sie über 60 m Fünfte bei den Leichtathletik-Halleneuropameisterschaften in Paris. Bei der Team-Europameisterschaft erreichte sie mit der Staffel den ersten Platz. Bei den Weltmeisterschaften in Daegu wurde sie Siebte über 200 m und gewann mit der ukrainischen Stafette Bronze in der 4-mal-100-Meter-Staffel.
Bei den Europameisterschaften 2012 gewann Stuj in Helsinki die Silbermedaille im 200-Meter-Lauf. Bei den Olympischen Spielen, die kurz danach in London stattfanden, erreichte sie das Halbfinale. Mit der ukrainischen Staffel gewann sie mit neuem Landesrekord die Bronzemedaille. 
2014 gewann sie als Mitglied der 4-mal-400-Meter-Staffel die Silbermedaille bei den Europameisterschaften in Zürich. 2016 qualifizierte sie sich über 100 Meter für die Olympischen Spiele in Rio de Janeiro, bei denen sie aber in der Vorrunde ausschied.
Chrystyna Stuj studiert am Staatlichen College für Leibeserziehung in Lwiw.

## Persönliche Bestzeiten
- 100 m: 11,24 s, 3. Juni 2014 in Izmir
  - 60 m (Halle): 7,21 s, 6. März 2011 in Paris
- 200 m: 22,66 s, 6. August 2012 in London
- 400 m: 51,58 s, 25. Juli 2014 in Kropywnyzkyj
  - Halle: 54,13 s, 2. Februar 2014 in Moskau